# Ладыгин, Игорь Иванович
Игорь Иванович Ладыгин (род. 1940) — советский учёный и педагог, профессор МЭИ, долгие годы возглавлял кафедру Вычислительных машин, Систем и Сетей (ВМСиС).

## Биография
Родился 29 октября 1940 года в Москве.
В 1964 году окончил факультет автоматики и вычислительной техники Московского энергетического института и был распределён на кафедру вычислительной техники МЭИ на должность инженера. Принимал участие в разработке первой в СССР безадресной ЭВМ БЕТА-65, средств обеспечения отказоустойчивости ЭВМ В-900, разработал оперативное запоминающее устройство на ферритовых кубах для устройства сокращения избыточности информации. Награждён бронзовой медалью ВДНХ.
В течение преподавательской деятельности Ладыгиным составлены учебные курсы «Обеспечение надежности ЭВМ и Вычислительных Систем» и «Вычислительные Системы», в том числе циклы лабораторных работ по упомянутым курсам, выпущено большое количество методических и научных работ. Научные интересы — создание и исследование отказоустойчивых высокопроизводительных систем.
Возглавляет Центр суперкомпьютерных технологий (НИО ЦСТ) Института автоматики и вычислительной техники (АВТИ) НИИ МЭИ".